# Tassiarco
Il tassiarco o tassiarca (anche taxiarchos o taxiarchē; in greco ταξίαρχος? o ταξιάρχη) è un grado militare in uso nell'esercito greco, corrispondente all'attuale grado di Brigadiere del British Army e dei paesi aderenti al Commonwealth. Il grado è stato a lungo utilizzato negli eserciti della Grecia antica e dell'Impero bizantino.
Il termine deriva dal greco ταξίς ("ordine"), che in ambito militare significava "in formazione ordinata".
La Chiesa greco-ortodossa utilizza il termine per riferirsi agli arcangeli Michele e Gabriele, in qualità di capi della Milizia celeste.

## Grecia antica
Varie città-Stato greche utilizzavano il grado di taxiarchos. Ad Atene il collegio dei tassiarchi venne istituito durante le guerre persiane; ciascuna delle dieci tribù volute da Clistene aveva il proprio taxiarchos subordinato allo stratega. I tassiarchi ateniesi comandavano le dieci schiere di opliti e con gli strateghi e gli Ipparchi costituivano lo Stato maggiore dell’Esercito ateniese
Il termine fu poi assunto dall'esercito macedone per definire il comandante dei pezeteri, le unità di fanteria pesante armate di "picca macedone".

## Impero bizantino
Il termine tassiarco fu utilizzato per la prima volta nello Strategikon dell'imperatore Maurizio (tardo VI secolo), per indicare il comandante degli optimatoi, ossia di un corpo mercenario d'élite.
A partire dal X secolo, il termine passò a indicare il comandante di una brigata di fanteria (taxiarchia), composto da 500 fanti pesanti, da 300 arcieri e 200 fanti leggeri. Dal momento che la brigata era composta di mille uomini, le unità erano anche chiamate chiliarchie e il loro comandante chiliarchi. Il grado era equivalente a quello di drungarios, in uso nella marina bizantina.
Lungo l'XI secolo, con la riforma dell'esercito e il superamento della suddivisione in thema, la taxiarchia diventò la formazione di fanteria più ampia e più importante, aumentando l'importanza del taxiarches.

## Esercito greco moderno
Nell'Esercito ellenico, il grado di taxiarchos (abbreviato in Ταξχος) traducibile con brigadiere, è equivalente a quello di generale di brigata o di brigadier generale (codice Nato OF-6). Il grado fu istituito con decreto reale del 5 giugno 1946 e la relativa mostrina sempre nel 1946. Il grado è superiore a quello di Syntagmatarchis (Colonnello) e inferiore a quello di Ypostratigos (Maggior generale).
Il grado è usato anche dalla Aeronautica militare greca (Taxiarchos tis Aeroporias, "Brigadiere dell'Aeronautica") e dalla Polizia ellenica. In passato, fu usato anche dal predecessore della Polizia greca, la Gendarmeria ellenica.
È attualmente in uso anche nella Guardia Nazionale cipriota. Il grado di Tassiarco era ricoperto da Stylianos Pattakos uno dei protagonisti del colpo di Stato che condusse in Grecia alla dittatura dei colonnelli.

## Galleria d'immagini

Mostrina di tassiarco (1946–1959)
Mostrina di tassiarco (1959–1968)
Mostrina di tassiarco (1968–oggi)
Mostrina di tassiarco dell'Aeronautica (1946–oggi)
Mostrina di tassiarco della polizia greca (1984–oggi)